# Grandløse Kirke
Grandløse Kirke er en traditionel hvidmalet kirke, der ligger i den gamle landsby Lille Grandløse i tilknytning til bebyggelsen omkring det gamle gadekær. Kirken ligger i Holbæk Kommune ca. 3 km syd for Holbæk centrum
Kirken er en romansk kampestenskirke med apsis. Det hvælvede loft er opført i den gotiske periode. Det senere tilføjede tårn og våbenhus er overvejende opført af munkesten. Altertavlen er fra 1622, og prædikestolen er fra samme periode. Den ene af klokkerne er fra 1501.
Kirken betjener Grandløse Sogn med landsbyerne Store Grandløse, Lille Grandløse, Vipperød samt Tjebberup og Dragerup. Derudover er der indgået et samarbejde mellem de tre kirker i sognene Ågerup samt Sønder Asmindrup & Grandløse under betegnelsen Kirkerne i Vipperød. Den 27. november 2011 (1. søndag i advent) blev de 3 sogne lagt sammen til Vipperød Sogn.

## Eksterne kilder og henvisninger
- Grandløse Kirke i bogværket Danmarks Kirker (udg. af Nationalmuseet)
- Grandløse Kirke hos KortTilKirken.dk